# متیو لیستر
متیو لیستر (انگلیسی: Matthew Lister؛ زادهٔ ۲۸ نوامبر ۱۹۹۲) یک قایقران اسلالوم بریتانیایی است که از سال ۲۰۰۸ تا ۲۰۱۵ در سطح بین‌المللی و بیشتر در کلاس C2 با ریس دیویس شرکت کرد.
او در مسابقات جهانی ICoe Canoe Slalom در بین سال‌های ۲۰۱۱ تا ۲۰۱۳ دو مدال برنز در قسمت مسابقات تیمی C2 به دست آورد.
لیستر در سال ۲۰۱۲ به عنوان یک همجنسگرا آشکارسازی کرد.